# Blue (The Verve)
| Recensione | Giudizio |
| ---------- | -------- |
| AllMusic   |          |

Blue è un singolo del gruppo musicale britannico The Verve, pubblicato il 10 maggio 1993 come primo estratto dal primo album in studio A Storm in Heaven.

## Tracce
Testi e musiche di The Verve.
CD (HUTCD 29)
1. Blue – 3:25
2. Twilight – 3:01
3. Where the Geese Go – 3:11
4. No Come Down – 3:14

12" (HUTT 29)
Lato A
1. Blue – 3:25

Lato B
1. Twilight – 3:01
2. Where the Geese Go – 3:11

10" (HUTEN 29)
Lato A
1. Blue – 3:22
2. Twilight – 2:58

Lato B
1. Where the Geese Go – 3:11
2. No Come Down – 3:13

## Formazione

### Gruppo
- Richard Ashcroft – voce, chitarra
- Nick McCabe – chitarra
- Simon Jones – basso
- Peter Salisbury – batteria

### Altri musicisti
- Rob Ford – armonica a bocca (Twilight)

### Produzione
- John Leckie – produzione (Blue)
- Barry Clempson – produzione, missaggio (Twilight)
- The Verve – produzione (Where the Geese Go e No Come Down)
- John Cornfield – ingegneria del suono (Blue)
- Nick Darside – ingegneria del suono (Where the Geese Go e No Come Down)

## Classifiche
| Classifica (1993) | Posizione massima |
| ----------------- | ----------------- |
| Regno Unito       | 69                |